# Neomonoceratina mediterranea
Neomonoceratina mediterranea is een mosselkreeftjessoort uit de familie van de Schizocytheridae. De wetenschappelijke naam van de soort is voor het eerst geldig gepubliceerd in 1953 door Ruggieri.